# لیم کی-سوک
لیم کی-سوک (انگلیسی: Lim Kye-sook؛ زادهٔ ۳ اکتبر ۱۹۶۴) بازیکن هاکی روی چمن اهل کره جنوبی است.